# Османское вторжение в западную Грузию (1703)
Османское вторжение в западную Грузию 1703 года представляло собой военную экспедицию, предпринятую Османской империей против грузинских государств: Имеретии, Гурии и Мегрелии, бывших её данниками. Это масштабное вторжение, поводом для которого являлось разрешение борьбы за власть в Имеретии в пользу кандидата османского султана, ознаменовало собой изменение османской политики в своём неспокойном пограничном регионе на Кавказе и было направлено на укрепление своей власти среди грузинских подданных. Это дорогостоящее предприятие способствовало падению султана Мустафы II, спровоцировав мятеж недовольных войск в Константинополе. Новые османские власти свернули военную кампанию и вывели войска из большей части внутренних районов западной Грузии. Турки продолжили удерживать за собой побережье Чёрного моря и несколько крепостей вблизи него.

## Предыстория

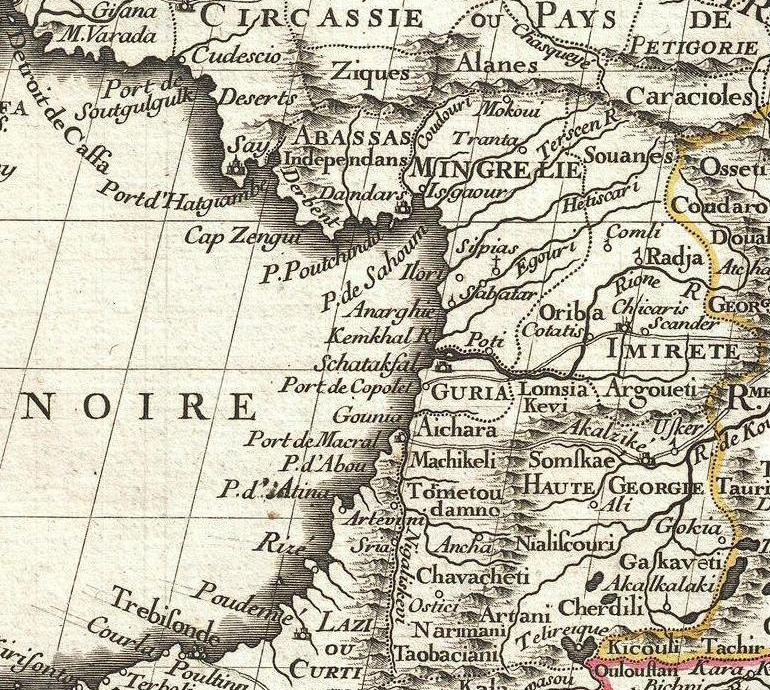
Часть французской карты 1724 года, отображающая западную Грузию

В начале XVIII века три государства в западной Грузии признали османский сюзеренитет: княжества Мегрелия (известное как Дадиан у османов) и Гурия (Гуриэль у османов), управлявшиеся княжескими родами Дадиани и Гуриели соответственно, а также Имеретинское царство (Ачик-Баш). Все они когда-то входили в состав средневекового Грузинского царства. При османском сюзеренитете они выплачивали дань, но могли иметь внутреннее самоуправление. Они представляли собой наследственные монархии, но их правители должны были быть утверждены османским султаном при вступлении на престол и, в свою очередь, платить ежегодную дань. Однако эти положения не всегда соблюдались, и дань зачастую выплачивалась нерегулярно. Главным посредником между османским двором и западными грузинскими правителями был мусульманский грузинский род Джакели, правивший тогда в качестве османских пограничных наместников Чылдыра. Их резиденция находилась в Ахалцихе (Ахыска).
Непосредственной причиной османского вторжения в западную Грузию в 1703 году стала борьба за власть в Имеретии, одна из многих себе подобных, которые постоянно потрясали это царство. В результате череды событий имеретинский царь Симон, пользующийся покровительством османского султана, был свергнут могущественным дворянином Георгием Абашидзе, который затем в 1701 году убил его с помощью гурийского князя Мамии III Гуриели. После недолгого пребывания Мамии III на имеретинском престоле, в 1702 году его сменил сам Абашидзе, узурпировавший власть в царстве. По мере того как его власть усиливалась, Абашидзе уклонялся от выплаты дани османам, как это делали князья Мегрелии и Гурии. Ко всему прочему, к северо-западу от Мегрелии абхазские пираты начали нападать на турецкие торговые суда вдоль восточного побережья Чёрного моря.

## Подготовка
В ответ на смену власти в Имеретии османы пообещали имеретинский престол Георгию VII, младшему брату убитого царя Симона, проживавшему тогда в Ахалцихе. Исхаку I, паше Чылдыра, было приказано сопроводить Георгия VII в его царство, и началась подготовка к масштабному военному походу. Но междоусобицы и разрыв династической преемственности в Имеретии, а также односторонние действия со стороны западных грузинских правителей не были редкостью, настоящей причиной подготовки вторжения стало изменение политики османов в Грузии, продиктованное необходимостью укрепления контроля над неспокойной пограничной зоной на фоне недавних потерь в Европе и возросшей активности русских на Чёрном море (русскому царю Петру I удалось завоевать османскую крепость Азов, что оказало влияние на настроения в Грузии).
В период с марта по июль 1703 года был сформирован необычайно крупный османский экспедиционный корпус. Все провинциальные войска восточной и северо-восточной Анатолии должны были участвовать в этом походе вместе со значительными контингентами постоянной армии в столице. Главнокомандующему османских сил Кёсе Халил-паше, бейлербею Эрзурума, было поручено завоевать Гурию, возвести на трон Имеретии Георгия VII вместо Абашидзе и оставить османские гарнизоны в Кутаиси (Кутаис у османов), столице Имеретии, и в Багдати (Багдадчик), одном из её главных провинциальных городов. Отсутствие преемника Мамии Гуриели в приказах султана означало, что османские власти намеревались полностью ликвидировать самоуправление Гурии при одновременном сокращении автономии Имеретии.

## Кампания
В июне-июле 1703 года Кёсе Халил-паша возглавил наступление с трёх сторон на западную Грузию. Войска под его непосредственным командованием переправились через реку Чорох на понтонах и вторглись в Гурию, в то время как другая его армия, к которой присоединились войска Исхак-паши из Чылдыра, пробилась через Зекарский перевал в Имеретии. Третья армия была высажена османским флотом в Мегрелии.
Перед лицом вторжения имеретинский правитель Абашидзе заручился поддержкой Гуриели и Дадиани, а также большинства имеретинских дворян. Они блокировали дороги и эвакуировали мирных жителей, в то время как османы брали крепость за крепостью. После того как Кёсе Халил-паша завоевал Батуми (Батум), располагавшийся на черноморском побережье Гурии, и начал возводить там новую крепость, Гуриели решили подчиниться османскому полководцу. Имеретинский князь Георгий Микеладзе, враг Абашидзе, перешёл на сторону османов и открыл заблокированные дороги. Абхазские князья также перешли на сторону османов и в погоне за добычей отправили свои суда в Гурию, чтобы там они присоединились к туркам. Затем османские армии объединились на территории Имеретии. Имеретинцы не смогли ничего противопоставить османской артиллерии и уступили Багдати. Хорошо укреплённые башни Чалатке в области Аргвети оказали упорное сопротивление, но в конце концов были взорваны солдатами Исхака-паши. В то время как Гурия и Имеретия были в значительной степени захвачены, Мегрелия в целом ещё держалась, хотя османские войска разрушили крепость Рухи, совершили рейд на близлежающую сельскую местность и начали укреплять Анаклию как свой новый форпост на побережье Чёрного моря.
Османское подкрепление было уже готово к отправке на Кавказ из Константинополя, когда четыре полка янычар, которых намеревались отправить в Грузию, взбунтовались 18 июля 1703 года. 22 августа султан Мустафа II был вынужден отречься от престола в результате переворота, который стал известен как поход на Эдирне. Новый султан, Ахмед III, отказался поддерживать грузинскую войну. Новый великий визирь, Каваноз Ахмед-паша, предложил Абашидзе мир при условии, что он разрушит крепость Шорапани, даст заложников и дань, а также признает Георгия VII царём Имеретии, находящимся под его опекой. Абашидзе согласился, но затем перекрыл османам обратную дорогу в Ахалцихе. Грузины устроили засаду и уничтожили отступающие османские войска. Очень немногие вернулись в Ахлацихе; правитель Чылдыра был ранен, а правитель Гёле убит.
Грузинская кампания нашла отклик у восточноевропейских соседей Османской империи: так в своем письме от 3 августа 1703 года украинский казачий гетман Иван Мазепа сообщал русским властям, что турки потерпели «значительное поражение на грузинской земле» и против грузин собирается вторая армия.

## Последствия
Западная Грузия, хотя и не полностью завоёванная благодаря перевороту в Константинополе, осталась опустошённой. Приморской район в окрестностях Батуми был безвозвратно потерян для Гурии, а турецкие гарнизоны были размещены на постоянной основе в мегрельских крепостях Поти, Анаклия и Рухи, располагавшихся вдоль побережья, и в Багдади, в самом сердце Имеретии. Абашидзе заключил Георгия VII, имеретинского протеже султана, в Кутаисский замок, но восстановление его власти было временным. По мере того как власть Абашидзе ослабевала, единство, навязанное западной Грузии, рушилось. К 1707 году Георгию VII удалось вытеснить Абашидзе из Кутаиси, но он оказался втянутым в борьбу с Мамией Гуриели. Власть Георгия Дадиани также пошатнулась и окончательно пала под давлением его собственного сына в 1715 году.